# Баланкан (муниципалитет)
Баланка́н (исп. Balancán) — муниципалитет в Мексике, штат Табаско, с административным центром в одноимённом городе. Численность населения, по данным переписи 2020 года, составила 58 524 человека.

## Общие сведения
Название происходит от двух слов народа майя: Báalam, что переводится как ягуар, и Kaan — змеи, соответственно, Баланкан можно перевести как место ягуаров и змей.
Площадь муниципалитета равна 3577,4 км², что составляет 14,5 % от общей площади штата, а наиболее высоко расположенное поселение Франсиско-Мадеро-2 находится на высоте 98 метров.
Он граничит с другими муниципалитетами штата Табаско: на юге с Теносике, на западе с Эмилиано-Сапата, на севере граничит с другим штатом Мексики — Кампече, а на востоке проходит государственная граница с Гватемалой.

## Учреждение и состав
Муниципалитет был образован 18 декабря 1883 года, по данным 2020 года в его состав входит 357 населённых пунктов, самые крупные из которых:
| Код INEGI                  | Населённый пункт                                                                               | Численность населения (2005 год) | Численность населения (2010 год) | Численность населения (2020 год) |
| -------------------------- | ---------------------------------------------------------------------------------------------- | -------------------------------- | -------------------------------- | -------------------------------- |
| 001                        | Всего                                                                                          | 53038                            | 56739                            | 58524                            |
| 0001                       | Баланкан (исп. Balancán) 17°48′01″ с. ш. 91°32′02″ з. д. (административный центр)              | 12485                            | 13030                            | 13944                            |
| 0074                       | Эль-Триунфо (исп. El Triunfo) 17°55′23″ с. ш. 91°10′14″ з. д.                                  | 5117                             | 5627                             | 5670                             |
| 0014                       | Фелипе-Кастельянос-Диас (исп. Capitán Felipe Castellanos Díaz) 17°46′21″ с. ш. 91°08′53″ з. д. | 1795                             | 1735                             | 1526                             |
| 0047                       | Мульте (исп. Multé) 17°41′18″ с. ш. 91°22′44″ з. д.                                            | 1369                             | 1562                             | 1460                             |
| 0049                       | Нецауалькойотль (Санта-Ана) (исп. Netzahualcóyotl (Santa Ana)) 17°42′42″ с. ш. 91°26′30″ з. д. | 1220                             | 1210                             | 1247                             |
| 0019                       | Лос-Сенотес (исп. Los Cenotes) 17°38′00″ с. ш. 91°02′17″ з. д.                                 | 861                              | 1047                             | 1193                             |
| 0005                       | Апацинган (исп. Apatzingán) 17°36′31″ с. ш. 91°03′51″ з. д.                                    | 982                              | 1096                             | 1163                             |
| 0044                       | Мактун (исп. Mactún) 17°35′30″ с. ш. 91°17′30″ з. д.                                           | 1003                             | 1055                             | 927                              |
| —                          | Прочие                                                                                         | 28206                            | 30377                            | 31394                            |
| Названия на карте Генштаба |                                                                                                |                                  |                                  |                                  |

## Экономическая деятельность
По статистическим данным 2000 года, работоспособное население занято по секторам экономики в следующих пропорциях: сельское хозяйство, скотоводство и рыбная ловля — 57,5 %, промышленность и строительство — 8,4 %, сфера обслуживания и туризма — 32,4 %, прочее — 1,7 %.
Муниципалитет производит многие сельскохозяйственные культуры — кукурузу, рис, сорго, бобы и овощи, а также арбузы, экспортируемые на рынки США.
Животноводство является самой важной деятельностью муниципалитета. Согласно статистическим данным, в 1997 году здесь содержалось 294 533 головы крупного рогатого скота, 25 248 свиней, 7218 овец и 11 846 лошадей, а также 111 467 домашних птиц.
В многочисленных озёрах водится достаточно много рыбы, что позволило развить рыбную ловлю. Основные виды добываемых рыб: окунь, краппи, панцирник и другие.
Основной отраслью является производство сыров и молочных продуктов. Также существуют фабрики по производству консервов, колбасных и кондитерских изделий.

## Инфраструктура
По статистическим данным 2020 года, инфраструктура развита следующим образом:
- электрификация: 97,5 %;
- водоснабжение: 53,9 %;
- водоотведение: 95,6 %.

## Фотографии
- Церковь Святого Тила
- Археологическая зона Мораль−Реформа
- Река Усумасинта